# Panton Rayeuk I
Panton Rayeuk I is een bestuurslaag in het regentschap Aceh Utara van de provincie Atjeh, Indonesië. Panton Rayeuk I telt 674 inwoners (volkstelling 2010).